# 普雷梅诺
普雷梅诺（義大利語：Premeno），是意大利韦尔巴诺-库西亚-奥索拉省的一个市镇。总面积7平方公里，人口769人，人口密度109.9人/平方公里（2009年）。ISTAT代码为103055。